# アトレティコ・クルーベ・デ・ポルトゥガル
アトレティコ・クルーベ・デ・ポルトゥガル (ポルトガル語: Atlético Clube de Portugal) はポルトガル・リスボンに本拠地を置く総合スポーツクラブ。略称はアトレティコCP。1942年9月18日に創設された。

## タイトル

### 国内タイトル
なし

### 国際タイトル
なし

## 歴代監督
- ジェズアウド・フェレイラ 1985-1986

## 歴代所属選手
- ジョゼ・ルイス・メンデス・ロペス 2011-2012
- クラウディオ・ゼリト・ダ・フォンセカ・フェルナンデス・アギアール 2012-2013
- ジエゴ・ゴンサウベス 2014